# Endomychus pakistanicus
Endomychus pakistanicus là một loài bọ cánh cứng trong họ Endomychidae. Loài này được Tomaszewska miêu tả khoa học năm 1997.